# Banater Tagblatt
Banater Tagblatt (în română Cotidianul bănățean) a fost o publicație în limba germană, care a apărut la Timișoara între 1920 și 1945, la început de două ori pe săptămână, apoi zilnic.
Este urmașul ziarului Deutsche Wacht (în română Straja germană), din care au apărut 179 de numere. Începând cu numărul 180, la 18 noiembrie 1919, ziarul și-a schimbat numele în Banater Tagblatt, devenind organ al Deutsch-schwäbische Volkspartei (Partidul Popular al Șvabilor Germani), care îl avea ca președinte pe Michael Kausch. Ziarul era finanțat de Johann Röser, membru fondator al Partidului Popular al Șvabilor Germani (13 martie 1919). 

## Colaboratori
Între colaboratorii mai importanți ai publicației s-au numărat Franz Xaver Kappus (1919-1922), Rudolf Brandsch (1920) și Otto Alscher (1941-1942).